# Synagoge (Jaslowez)

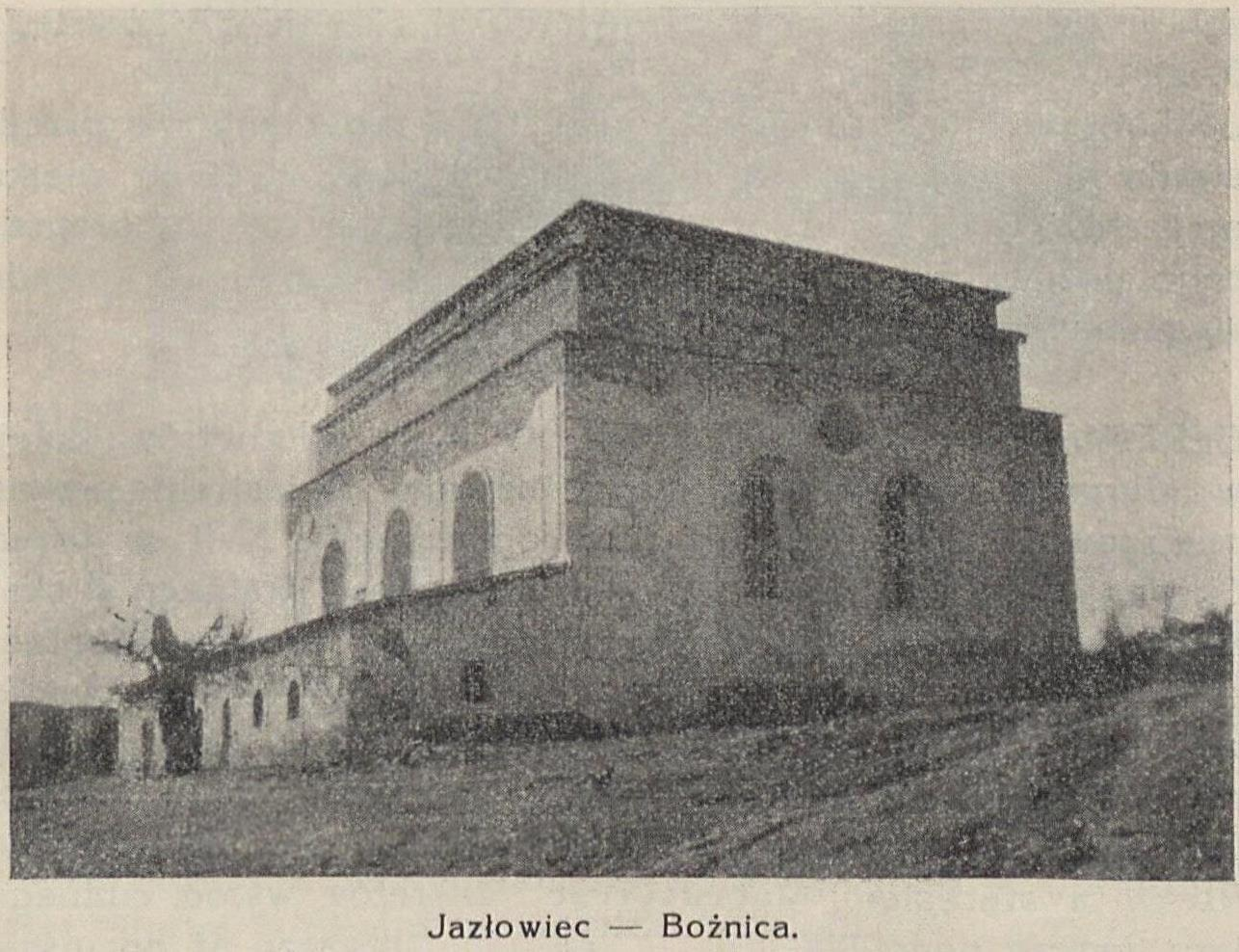
Synagoge (zwischen 1900 und 1916)

Die Synagoge in Jaslowez, einem Ort in der ukrainischen Stadt in der Oblast Ternopil, stammt vermutlich aus der Mitte des 17. Jahrhunderts. Sie wurde im Zweiten Weltkrieg zerstört.

## Geschichte
Das Baujahr ist nicht überliefert, die Ähnlichkeit mit anderen Synagogen in der Region wie in Hussjatin oder Pidhajzi lässt aber die Mitte des 17. Jahrhunderts vermuten.
Im Ersten Weltkrieg wurde das Gebäude schwer beschädigt; das Dach und das Gewölbe wurden zerstört. 1929 bekam es ein neues Dach; 1934 wurden Reparaturen an den Wänden vorgenommen und es gab Planungen für ein neues Gewölbe. Im Zweiten Weltkrieg wurde die Synagoge dann völlig zerstört und die Überreste später abgetragen.

## Architektur

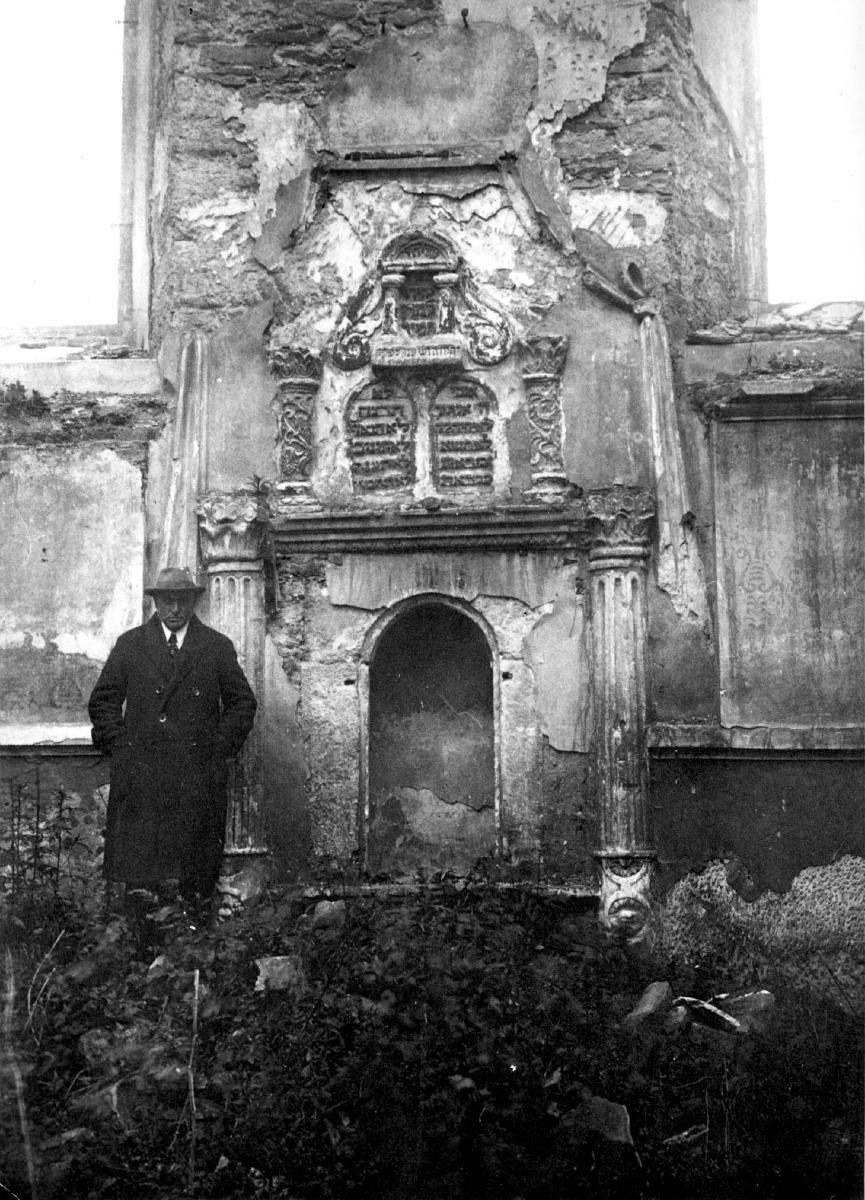
Toraschrein (zwischen 1916 und 1926)

Das Gebäude hatte dicke Mauern, die verputzt waren. Eine Beschreibung von 1934 erwähnt einen Gebetsraum der Frauen entlang einer Außenwand. Es gibt aber keine Hinweise auf ein Vestibül. Ebenfalls ist die ursprüngliche Dachform unbekannt. Der Zugang war durch ein steinernes, verziertes Portal mit Rundbogen.
Die Synagoge hatte an den Nord- und Südwänden je drei hohe Rundbogenfenster. Im Westen und im Osten waren es je zwei; hoch oben zwischen diesen war jeweils noch ein Okulus.
Der steinerne Toraschrein war dreistufig und reich dekoriert. Er war von Halbsäulen flankiert. Im mittleren Teil befanden sich die Gesetzestafeln.
Über die Bima ist nichts bekannt.